# Pływacz drobny
Pływacz drobny, p. mniejszy, pływacz Brema  (Utricularia minor L.) – gatunek rośliny mięsożernej, należący do rodziny pływaczowatych (Lentibulariaceae).

## Rozmieszczenie geograficzne
Występuje w Ameryce Północnej, Azji oraz Europie, również na Grenlandii i w Islandii. W Polsce gatunek rodzimy, występujący na rozproszonych stanowiskach na niżu i rzadko w górach. W polskich Karpatach znane są tylko stanowiska w miejscowości Podszkle na Działach Orawskich, na Puściznie Rękowiańskiej w Kotlinie Orawskiej i na Polanie Biały Potok w Rowie Podtatrzańskim.

## Morfologia
PokrójRoślina wodna pływająca, bez korzeni. Łodyga cienka, długości 2–20(40) cm, zróżnicowana na część pływającą – zieloną oraz ziemną (zakorzeniającą się) – bezbarwną o długości 3–13 mm. Nie wytwarza ani chwytników, ani pędów powietrznych. Zarówno na pędach pływających, jak i ziemnych znajdują się pęcherzyki pułapkowe. W niekorzystnych warunkach wytwarza niewielkie, jajowate turiony.
LiścieLiście łodyg pływających dł. 2–10(18) mm, szer. 4–10(20) mm, eliptyczne do nerkowatych, kilkukrotnie widlasto podzielone na 7–15(22) zaostrzonych, odstających  łatek z 1–7 pęcherzykami chwytnymi. Liście łodyg ziemnych przekształcone w 1–6 pęcherzyków długich na 1–2 mm.
KwiatyObupłciowe, o symetrii grzbiecistej, umieszczone na szypułkach długich na 2–6 mm, w kątach błoniastych przysadek długości ok. 1,2 mm. Pręciki dwa, słupek jeden. Działki kielicha i korony dwuwargowe. Działki kielicha o kształcie okrągławym, tępe. Korona długa na 5–11 mm, bladożółta, o górnej wardze wyciętej, dolnej jajowatej, niekiedy biało prążkowanej, długiej na ok. 6 mm, po zapyleniu o podwiniętych brzegach. Kwiaty w ilości 2–6, zebrane w grona długości 5–15 mm
OwocKulista torebka o średnicy 2–2,5 mm.

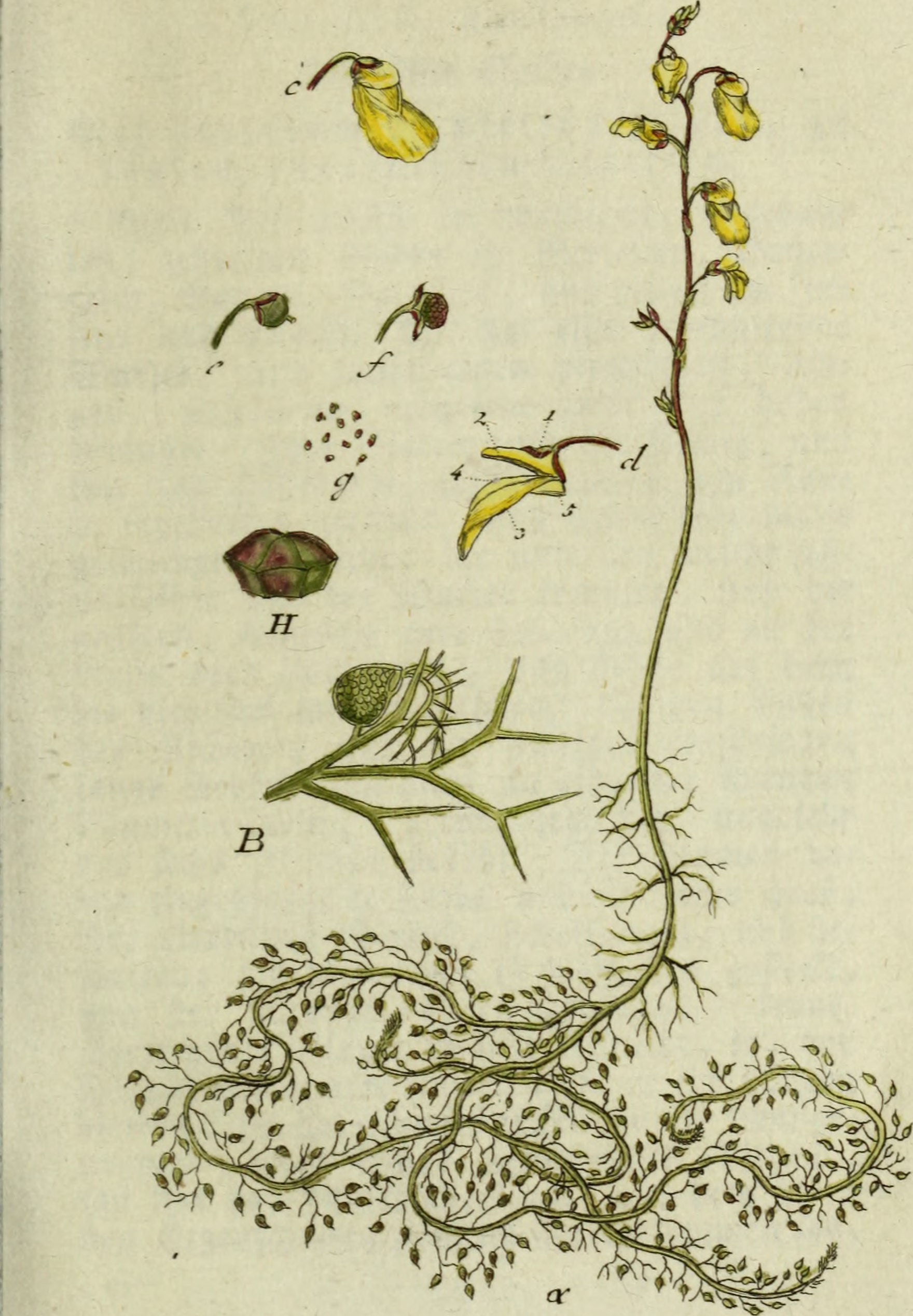
Morfologia
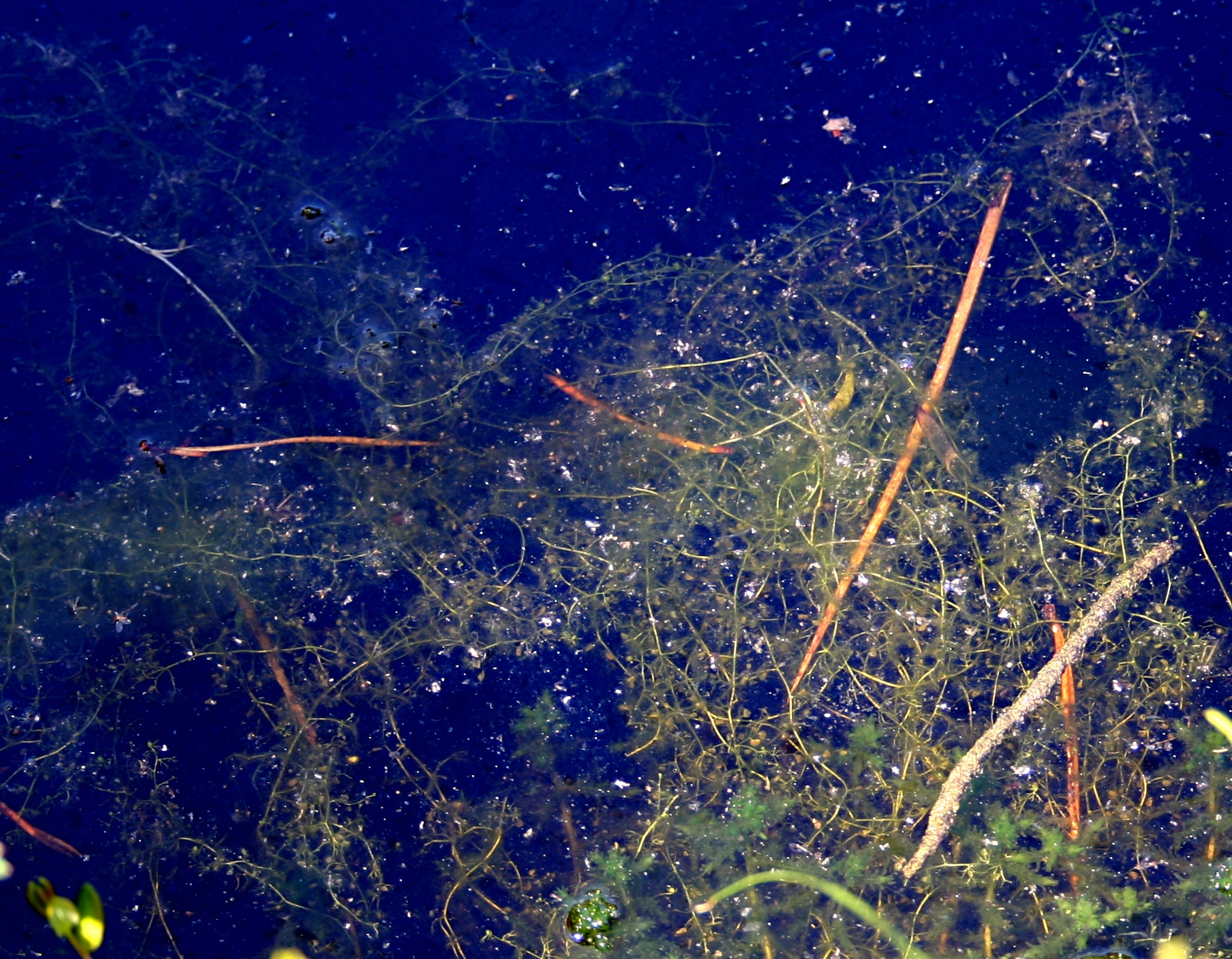
Zbiorowisko pływacza drobnego
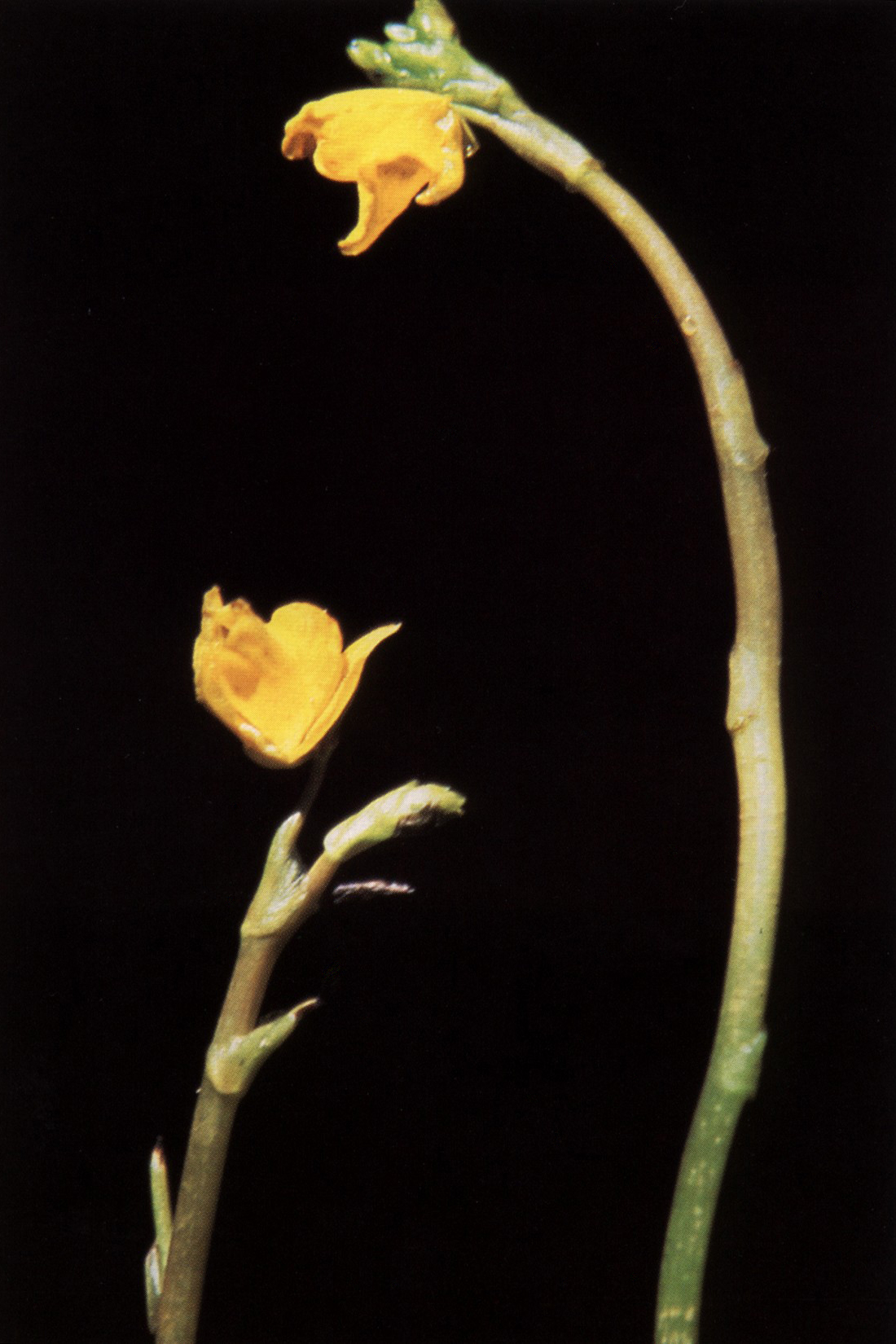
Kwiaty
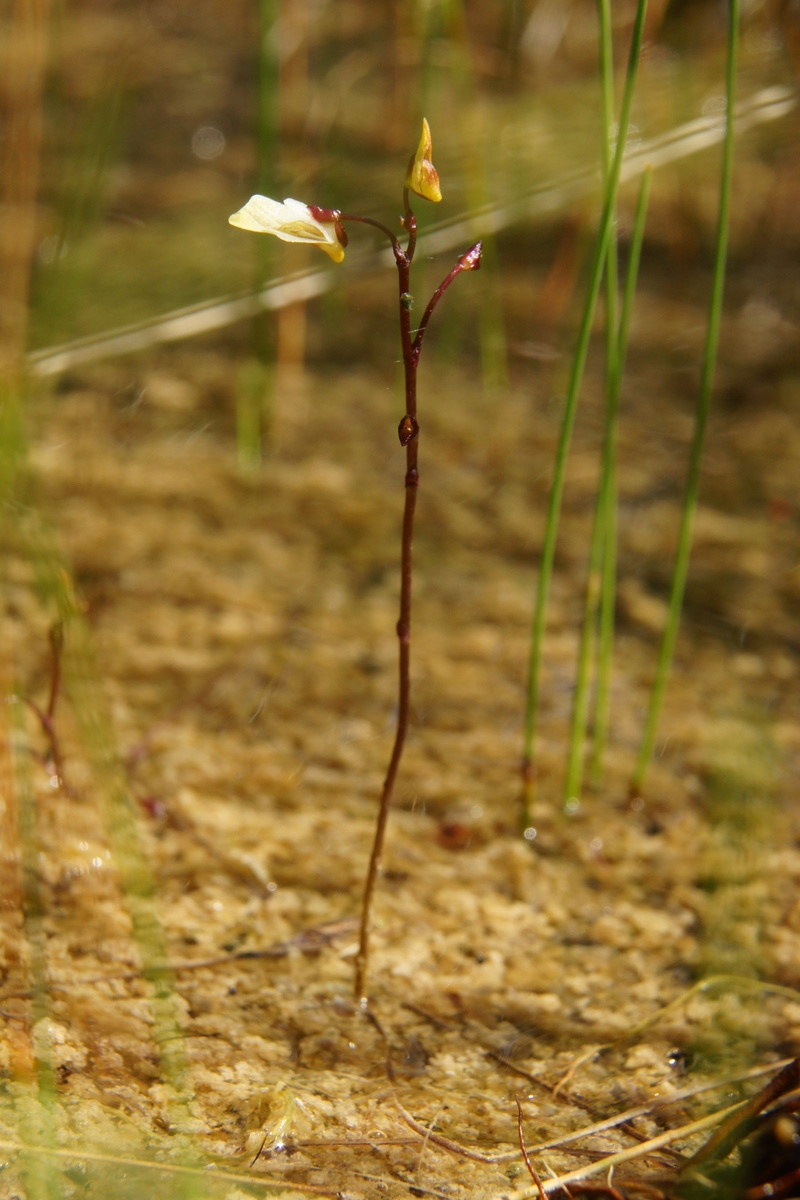
Pęd kwiatowy

## Biologia i ekologia
RozwójBylina, hydrofit, roślina mięsożerna. Kwitnie w Polsce od czerwca do września. Czasami jednak nie wytwarza kwiatów. Rozmnaża się nzarówno przez nasiona, jak i wegetatywnie przez fragmentację pędów oraz turiony.
SiedliskoWystępuje głównie na torfowiskach przejściowych, w dołach potorfowych, młakach oraz w zagłębieniach torfowisk wysokich i niektórych niskich.
FitosocjologiaW klasyfikacji zbiorowisk roślinnych gatunek charakterystyczny dla klasy (Cl.) Utricularietea oraz zespołu (Ass.) Scorpidio Utricularietum minoris.
GenetykaLiczba chromoosomów 2n = 36, 44.

## Zagrożenia
Roślina umieszczona na Czerwonej liście roślin i grzybów Polski (2006) w grupie gatunków narażonych na wyginięcie (kategoria zagrożenia: V). W wydaniu z 2016 roku otrzymała kategorię NT (bliski zagrożenia).
Pływacz drobny objęty jest w Polsce ścisłą ochroną gatunkową.